# Phryneta aurocincta
Phryneta aurocincta là một loài bọ cánh cứng trong họ Cerambycidae.